# Meligethes atratus
Meligethes atratus är en skalbaggsart som först beskrevs av Olivier 1790.  Meligethes atratus ingår i släktet Meligethes, och familjen glansbaggar. Arten är reproducerande i Sverige.